# Taipé Chinês nos Jogos Olímpicos de Inverno de 2022
Taipé Chinês participou dos Jogos Olímpicos de Inverno de 2022, realizados em Pequim, na China.
Foi a 11.ª aparição do país em Olimpíadas de Inverno. Foi representado por quatro atletas, sendo um homem e três mulheres.

## Competidores
Esta foi a participação por modalidade nesta edição:
| Esporte                 | Masculino | Feminino | Total |
| ----------------------- | --------- | -------- | ----- |
| Esqui alpino            | 1         | 1        | 2     |
| Luge                    | 0         | 1        | 1     |
| Patinação de velocidade | 0         | 1        | 1     |
| Total                   | 1         | 3        | 4     |

## Desempenho

### Esqui alpino
Masculino
| Atleta      | Evento | Descida 1 | Descida 1 | Descida 2   | Descida 2   | Total       | Total       | Total       | Ref.  |
| Atleta      | Evento | Tempo     | Pos.      | Tempo       | Pos.        | Tempo       | Dif.        | Pos.        | Ref.  |
| ----------- | ------ | --------- | --------- | ----------- | ----------- | ----------- | ----------- | ----------- | ----- |
| Ho Ping-jui | Slalom | DNF       | DNF       | Não avançou | Não avançou | Não avançou | Não avançou | Não avançou | [ 3 ] |

Feminino
| Atleta     | Evento | Descida 1 | Descida 1 | Descida 2 | Descida 2 | Total   | Total    | Total | Ref.  |
| Atleta     | Evento | Tempo     | Pos.      | Tempo     | Pos.      | Tempo   | Dif.     | Pos.  | Ref.  |
| ---------- | ------ | --------- | --------- | --------- | --------- | ------- | -------- | ----- | ----- |
| Lee Wen-yi | Slalom | 1:36.49   | 58        | 1:09.55   | 50        | 2:46.04 | +1:01.06 | 50    | [ 4 ] |

### Luge
Feminino
| Atleta       | Evento     | 1ª descida | 1ª descida | 2ª descida | 2ª descida | 3ª descida | 3ª descida | 4ª descida  | 4ª descida  | Final    | Final | Final | Ref.  |
| Atleta       | Evento     | Tempo      | Pos.       | Tempo      | Pos.       | Tempo      | Pos.       | Tempo       | Pos.        | Tempo    | Dif.  | Pos.  | Ref.  |
| ------------ | ---------- | ---------- | ---------- | ---------- | ---------- | ---------- | ---------- | ----------- | ----------- | -------- | ----- | ----- | ----- |
| Lin Sin-rong | Individual | 1:01.550   | 32         | 1:01.057   | 29         | 1:01.004   | 30         | Não avançou | Não avançou | 3:03.611 | —     | 31    | [ 5 ] |

### Patinação de velocidade
Feminino
| Atleta        | Evento | Tempo   | Dif.  | Pos. | Ref.  |
| ------------- | ------ | ------- | ----- | ---- | ----- |
| Huang Yu-ting | 500 m  | 39.23   | +2.19 | 26   | [ 6 ] |
| Huang Yu-ting | 1000 m | 1:17.35 | +4.16 | 24   | [ 7 ] |
| Huang Yu-ting | 1500 m | 2:00.78 | +7.50 | 26   | [ 8 ] |

Legenda
| Recorde mundial      | Recorde mundial (World record)               |                       | Recorde africano                      | Recorde africano (African) |                                           | Q | Classificado por posição (Qualified) |
| Recorde olímpico     | Recorde olímpico (Olympic record)            | Recorde da América    | Recorde da América (Americas)         | q                          | Classificado por melhor tempo (Qualified) |   |                                      |
| Melhor marca do ano  | Melhor marca do ano (World leading)          | Recorde asiático      | Recorde asiático (Asian)              | DNS                        | Não largou (Did not start)                |   |                                      |
| Recorde nacional     | Recorde nacional (National record)           | Recorde europeu       | Recorde europeu (European)            | DNF                        | Não terminou (Did not finish)             |   |                                      |
| Recorde pessoal      | Recorde pessoal do atleta (Personal best)    | Recorde da Oceania    | Recorde da Oceania (Oceania)          | DSQ / DQ                   | Desclassificado (Disqualified)            |   |                                      |
| Recorde da temporada | Recorde da temporada do atleta (Season best) | Recorde sul-americano | Recorde sul-americano (South America) | NM                         | Sem marca (No mark)                       |   |                                      |